# Katarzyna Sójka-Zielińska

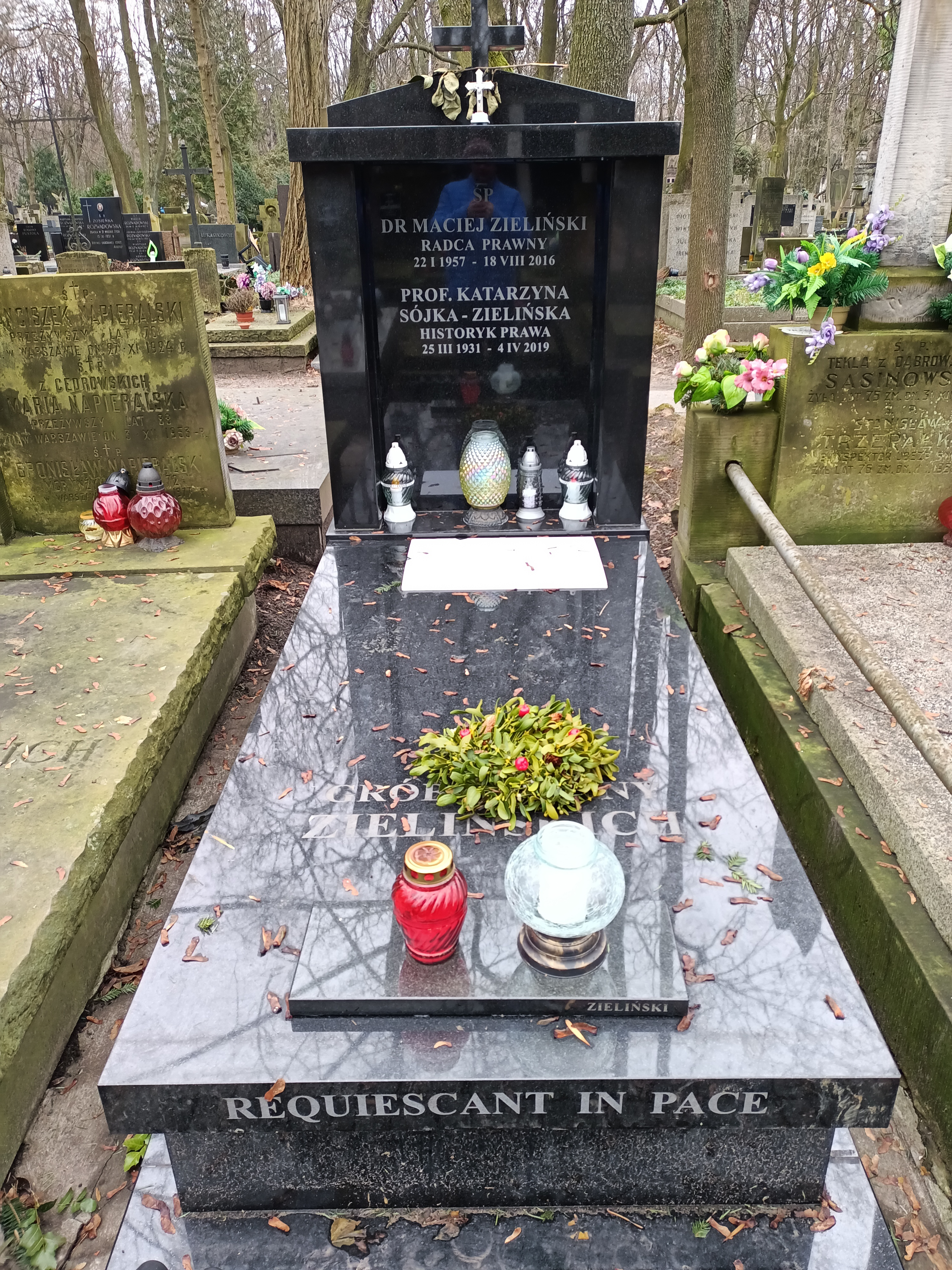
Grób Katarzyny Sójki-Zielińskiej na cmentarzu Powązkowskim

Maria Katarzyna Sójka-Zielińska (ur. 25 marca 1931 w Warszawie, zm. 4 kwietnia 2019 tamże) – polska historyk prawa, zajmująca się zagadnieniami historii powszechnej państwa i prawa, profesor nauk prawnych, nauczyciel akademicki Uniwersytetu Warszawskiego.

## Życiorys
Ukończyła studia na Wydziale Prawa Uniwersytetu Warszawskiego i podjęła pracę naukowo-dydaktyczną na tej uczelni. W 1960 uzyskała stopień doktora nauk prawnych, habilitowała się sześć lat później. W 1974 otrzymała tytuł naukowy profesora nadzwyczajnego. W 1977 objęła kierownictwo Katedry Powszechnej Historii Państwa i Prawa na Wydziale Prawa i Administracji UW. Od 1972 do 1974 była prodziekanem ds. studenckich. Od 1981 do 1986 pełniła funkcję dyrektora Instytutu Historii Prawa. W 1983 uzyskała tytuł naukowy profesora zwyczajnego.
Od 1984 była członkiem zwyczajnym Towarzystwa Naukowego Warszawskiego. Była również członkinią Komitetu Nauk Prawnych PAN oraz komitetu redakcyjnego „Czasopisma Prawno-Historycznego”.
Była autorką licznych publikacji naukowych, w tym wielokrotnie wznawianego podręcznika akademickiego Historia prawa (pierwsze wydanie: PWN, Warszawa 1981). Opracowała nowe wydania Powszechnej historii państwa i prawa autorstwa Michała Sczanieckiego, a także monografię Wielkie kodyfikacje cywilne XIX wieku (Wyd. UW, Warszawa 1973). Wydała również takie publikacje jak Drogi i bezdroża prawa. Szkice z dziejów kultury prawnej Europy (Zakład Narodowy imienia Ossolińskich, Wrocław-Warszawa 2000, ISBN 83-04-04516-8) oraz Kodeks Napoleona. Historia i współczesność (Wydawnictwo Prawnicze LexisNexis, Warszawa 2008, ISBN 978-83-7620-025-5).
Została pochowana 11 kwietnia 2019 na cmentarzu Powązkowskim w Warszawie (kwatera 98-2-11).

## Życie prywatne
Córka Telesfora i Marii. Była zamężna z Adamem Zielińskim, z którym miała syna Macieja Zielińskiego (1957–2016), doktora nauk prawnych i radcę prawnego.